# Omolon
L'Omolon è un fiume della Russia siberiana orientale, è il principale affluente della Kolyma. Scorre attraverso la Sacha-Jacuzia, la Čukotka e l'Oblast' di Magadan.
Nasce dai monti Otajkačanskij, nel versante settentrionale dei monti della Kolyma e fluisce con direzione mediamente settentrionale fino a sfociare, dopo circa 1.100 km di corso, nel Kolyma. Il fiume riceve alcuni affluenti, dei quali quelli di maggior rilievo sono Kegali, Molandža, Oloj, Olojčan, Kur'ja dalla destra idrografica, Kedon dalla sinistra.
Analogamente a tutti i fiumi della zona, soffre di periodi di gelo lunghissimi (ottobre-maggio/giugno) e di vastissime estensioni di suolo permanentemente gelato in profondità (permafrost); questa rigidità climatica è anche all'origine dell'esiguo popolamento del suo bacino, esemplificato dal fatto che in più di 1.000 chilometri l'unica località di un qualche rilievo toccata dal fiume è il piccolo insediamento omonimo.
L'Omolon è navigabile per circa 600 km a monte della foce, fino a Ščerbakovo.
Il bacino del fiume (presso le coordinate 64°01′02″N 161°48′05″E) venne interessato, il 16 maggio del 1981, dalla caduta di un meteorite (pallasite) del peso di circa 250 kg.